# Tecate/Telmex Grand Prix of Monterrey 2005
Tecate/Telmex Monterrey Grand Prix 2005 var den andra deltävlingen i Champ Car 2005. Racet kördes den 22 maj på Fundiora Park i centrala Monterrey, Mexiko. Bruno Junqueira tog sin sista Champ Car-seger, bara en vecka innan hans säsong ändades i en krasch i Indianapolis 500. Andrew Ranger tog en sensationell andraplats, medan Alex Tagliani blev trea.

## Slutresultat
| Plats | Förare             | Team                | Grid | Kvaltid  |
| ----- | ------------------ | ------------------- | ---- | -------- |
| 1     | Bruno Junqueira    | Newman/Haas Racing  | 5    | 1.14,649 |
| 2     | Andrew Ranger      | Conquest Racing     | 14   | 1.15,610 |
| 3     | Alex Tagliani      | Team Australia      | 4    | 1.14,342 |
| 4     | Justin Wilson      | RuSPORT             | 2    | 1.14,204 |
| 5     | Sébastien Bourdais | Newman/Haas Racing  | 1    | 1.13,627 |
| 6     | Cristiano da Matta | PKV Racing          | 9    | 1.15,118 |
| 7     | Ryan Hunter-Reay   | Rocketsports Racing | 17   | 1.16,252 |
| 8     | Björn Wirdheim     | HVM Racing          | 15   | 1.15,692 |
| 9     | Oriol Servià       | Dale Coyne Racing   | 7    | 1.14,922 |
| 10    | A.J. Allmendinger  | RuSPORT             | 11   | 1.15,261 |
| 11    | Timo Glock         | Rocketsports Racing | 12   | 1.15,288 |
| 12    | Nelson Philippe    | Conquest Racing     | 13   | 1.15,487 |
| 13    | Mario Domínguez    | Forsythe Racing     | 6    | 1.14,817 |
| 14    | Jimmy Vasser       | PKV Racing          | 8    | 1.15,032 |
| 15    | Paul Tracy         | Forsythe Racing     | 3    | 1.14,321 |
| 16    | Marcus Marshall    | Team Australia      | 19   | 1.17,991 |
| 17    | Ricardo Sperafico  | Dale Coyne Racing   | 16   | 1.16,140 |
| 18    | Jorge Goeters      | PKV Team Mexico     | 18   | 1.16,412 |
| 19    | Ronnie Bremer      | HVM Racing          | 10   | 1.15,258 |